# Pós-combustão

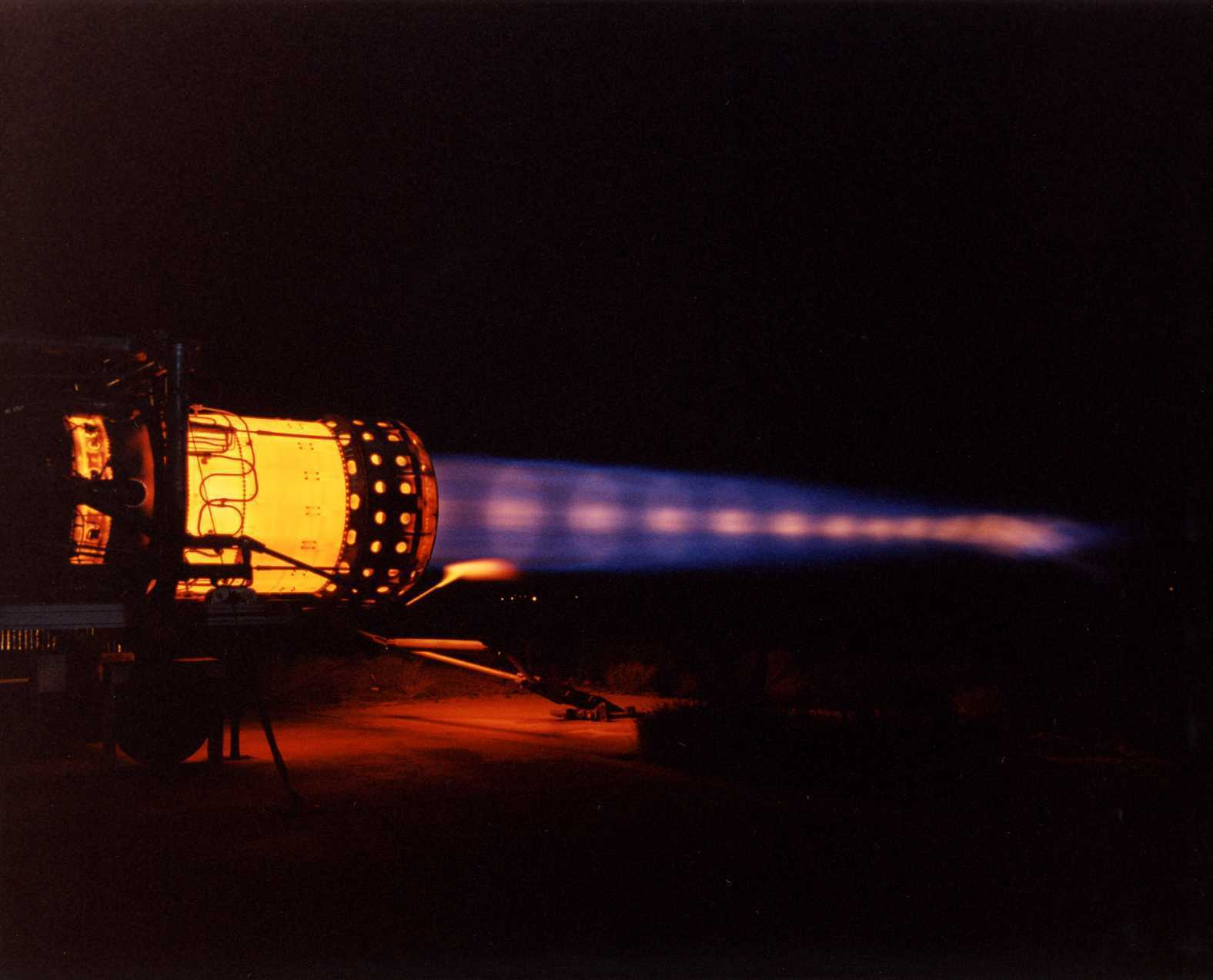
Motor Pratt & Whitney J58 em teste com pós-combustão acionada no máximo.

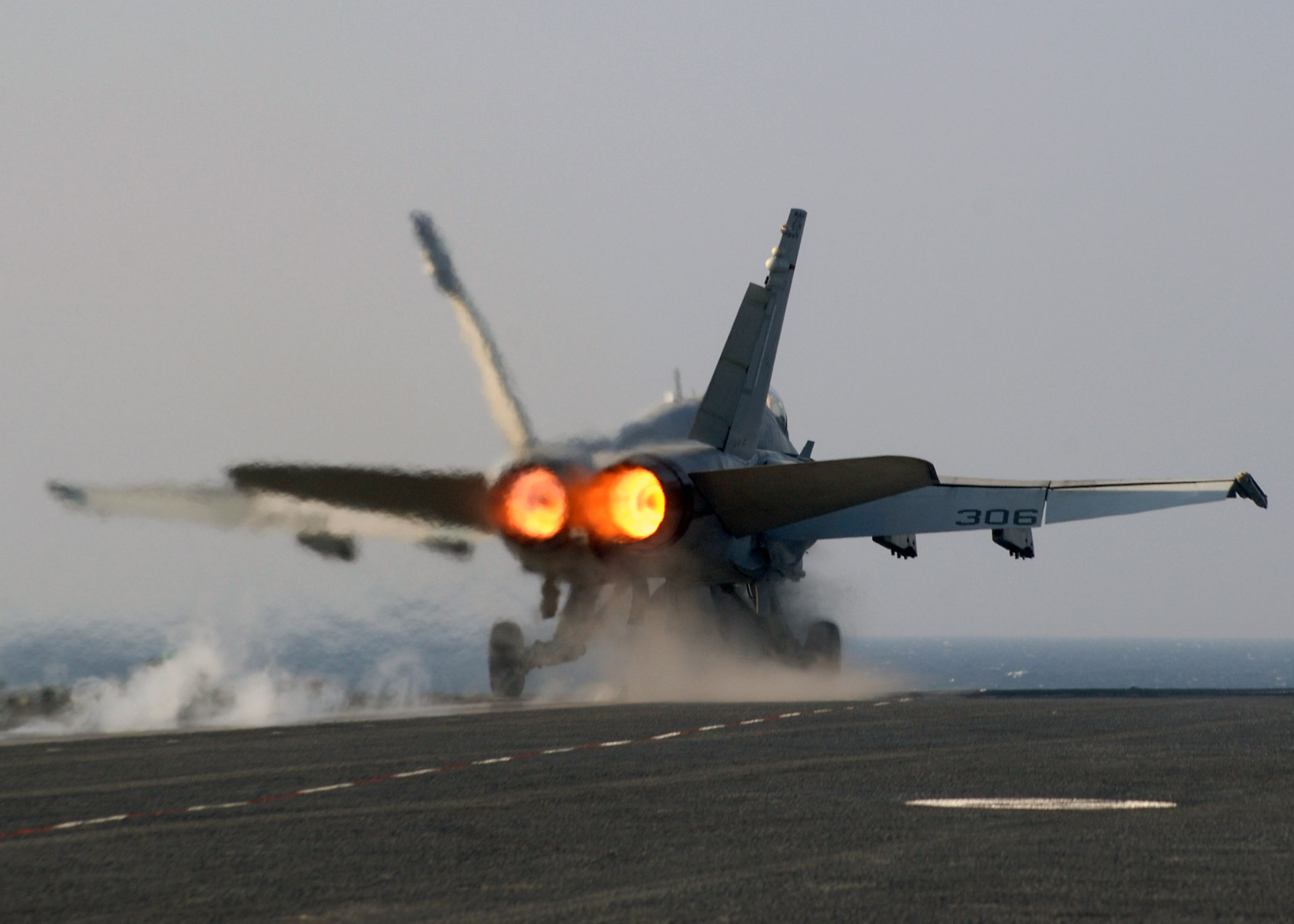
Um F/A-18 Hornet com o pós-combustor ligado.

Pós-combustão (do inglês afterburner) é um recurso de que dispõem algumas aeronaves a jato para aumentar rapidamente sua potência e velocidade fazendo-as, assim, atingir e manter velocidades supersônicas, decolar de pistas curtas e (ou) com muita carga,etc.

## Definição
A pós-combustão consiste na injeção de combustível após a câmara de combustão do motor. O sistema é composto por um tubo longo contendo injetores de combustível e ignitores, cuja finalidade é aproveitar o ar em temperatura elevada expulso pela turbina mas que ainda apresenta condições de queima.
A pós-combustão só é possível pois um motor a reação funciona com uma mistura pobre de combustível e ar, para limitar a temperatura nas partes quentes e rotativas do motor a níveis compatíveis com os materiais usados na construção dessas partes. Dessa forma, a exaustão da turbina contém oxigênio em excesso, necessário para a operação da pós-combustão.
Com seu uso, o empuxo pode aumentar de 50% a 80%, chegando a 90% em decolagens ao nível do mar, mas com um custo alto com respeito ao consumo de combustível o que limita seu uso apenas esporadicamente em atividades como decolagem, subidas e manobras de combate.
Uma das características de um motor com pós-combustão é a presença de um longo tubo após a turbina onde se localizam os dutos circulares que injetam o combustível, além de aletas estabilizadoras de chama e um bocal de saída com tamanho e forma continuamente ajustáveis. Durante a operação, há a presença de fogo na saída de escape.

## Uso
O uso da pós-combustão é esporádico, consoante a tática ou necessidade momentânea empregada, como por exemplo, atravessar rapidamente extensões de área cobertas por AWACS e SAMS, atingir e manter altitudes de superioridade aérea (muito acima de 15 mil metros), necessidade, em dogfight de ascensão vertical rápida, para fuga de aeronave rival, invasão de território inimigo para cumprimento de missão qualquer ou lançamento de bomba nuclear, com rápida evasão, necessidade de defesa emergencial, como interceptação (usado para ascensões verticais rápidas, por breves instantes).
Seu uso foi muito difundido em caças das décadas de 60, 70 e 80. Como não dispunham da moderna tecnologia atual eletrônica, tipo stealth (difundida a partir de meados de 1980, e principalmente de 1990, que produz a difusão das ondas eletromagnéticas, evitando a percepção pelo radar), compensavam-se na velocidade momentânea.
Sua utilização na aviação civil teve uma curta duração com o Concorde, pelo seu alto consumo de combustível. 
Apenas algumas aeronaves, como por exemplo o English Electric Lightning, o F-22, o Concorde, o Tupolev Tu-144,  não necessitam utilizar a pós-combustão para manter velocidades supersônicas, capacidade conhecida como supercruzeiro.